# Köpenhamnsskolan (teologi)
Köpenhamnsskolan (också känd som biblisk minimalism bland belackare) är en skolbildning inom exegetiken som behandlar Bibeln som en rent mytisk litteratur snarare än som historieskrivning. Inom detta paradigm skall arkeologin användas för rekonstruktion av historien och Bibeln har inget värde i sammanhanget. Detta kontrasterar mot vissa närmanden till Bibeln och historien som ser ett visst historiskt värde i åtminstone delar av Bibeln, särskilt i delar av Gamla Testamentet. Minimalistiska forskare daterar alla eller de flesta böckerna i Gamla Testamentet till en period århundraden senare än de flesta forskare. De ser det som litterärt skapande snarare än som historia som förmedlats vidare genom muntlig tradition. Nyckelpersoner som förknippas med Köpenhamnsskolan är, utöver Thomas L. Thompson och Niels Peter Lemche, Keith Whitelam och Philip Davies.

## Översikt
Tron på historiciteten beträffande de första kapitlen i Genesis och historier som den om Noas ark (det vill säga den så kallade urhistorien i kapitel 1-11) hade övergivits av de flesta forskare redan mot slutet av 1800-talet; mot mitten av 1900-talet började även resten av Genesis (patriarkberättelserna), Moses och uttåget ur Egypten och för Josua och Bibelns version av erövringen av Kanaan, ifrågasättas när det jämfördes med det arkeologiska materialet, eller snarare bristen på sådant som stödde texterna; och i blickpunkten för debatten kom nu Bibelns bild av kungariket Israel och dess regenter David och Salomo. 
Minimalismen uppstod mot slutet av 1960-talet ur behovet att hantera de till synes växande motsättningarna mellan fynden inom syro-palestinensisk arkeologi och Bibelns version av historien:  "I decennier ... tolkade forskare arkeologin i ljuset av vad Bibeln sade ... [så att man tog] för givet att Bibelns ord var sanna — inte endast moraliskt och religiöst, utan historiskt och vetenskapligt. Så, som en arkeolog under 1800-talet, plockade du fram din Bibel och förväntade dig att hitta Noas ark någonstans på toppen av berget Ararat i Turkiet, precis som Bibeln beskrev det; eller att du kunde gräva i Jerusalem och stöta på kvarlevorna av Davids och Salomos palats."
Biblisk minimalism börjar med att behandla de historiska berättelserna i Bibeln som litteratur snarare än som historia, med en handling, en uppsättning karaktärer, och ett teologiskt tema som gällde förbundet mellan Israels folk och deras Gud. De bibliska episoderna är ungefär jämförbara med Shakespeares Julius Caesar: skådespelet baseras på den verkliga historien, men skrievs inte med syftet att återberätta denna. "Israel" som vi känner till det från Bibeln är de facto en litterär konstruktion snarare än en objektiv verklighet, hävdar man. Genom att historicera texten skapade det traditionella sättet att närma sig bibelvetenskapen ett falskt gammalt "Israel" som inte går att placera in i den arkeologiskt etablerade kontexten i järnålderns Syrien och Palestina.